# Willow Creek AVA
Willow Creek AVA ist ein seit dem 18. August 1983 anerkanntes Weinbaugebiet im US-Bundesstaat Kalifornien.

## Lage
Die Rebflächen verteilen sich dabei auf die Verwaltungsbezirk Humboldt County und Trinity County im Norden Kaliforniens, nahe der Stadt Willow Creek. Innerhalb der Klamath Mountains gelegen ist das kleine Rebland Teil des Nationalforsts des U.S. Forest Service, dem Six Rivers National Forest. Heutzutage gibt es 4 Hektar Rebland und nur zwei selbstvermarktende Winzer, die diese Herkunftsbezeichnung nutzen. Dies war nicht immer so, da sich noch vor einigen Jahren fünf Winzer ca. 12 Hektar Rebland teilten.